# 2유로센트 주화
2유로센트 주화(€0.02)는 유로 주화 가운데 하나로 0.02유로에 달하는 액면 가치를 가진 주화이다. 2유로센트 주화는 343,000,000명에 달하는 유럽인들이 사용하는 유로존 소속 유럽 24개국의 통화인 유로 주화 가운데 하나이기도 하다. 무게는 3.06g, 지름은 18.75mm, 두께는 1.67mm이며 원 모양을 띠고 있다. 재질은 구리 도금 강철(강철 94.35%, 구리 5.65%)이고 테두리는 홈이 있는 평면을 띠고 있다.
1999년에 디자인되어 2002년부터 발행되었으며 뤼크 라위크스가 디자인을 맡았다. 주화 뒷면에는 유럽을 중심으로 한 지구본이 그려져 있으며 지구본 옆에는 로마자로 표기한 "2 EURO CENT"(2유로센트)가 새겨져 있다. 주화 앞면에는 발행 국가마다 서로 다른 주화 디자인이 그려져 있고 공통적으로는 12개의 별, 발행 연도가 새겨져 있다.

## 발행 국가별 주화 앞면 디자인
| 발행 국가별 유로 주화   | 디자인 소재                                                   |
| ----------------------- | ------------------------------------------------------------- |
| 그리스의 유로 주화      | 19세기 초반의 코르벳 (2002년 ~ 현재)                          |
| 네덜란드의 유로 주화    | 베아트릭스 여왕의 초상화 (2002년 ~ 2013년)                    |
| 네덜란드의 유로 주화    | 빌럼알렉산더르 국왕의 초상화 (2014년 ~ 현재)                  |
| 독일의 유로 주화        | 참나무 가지 (2002년 ~ 현재)                                   |
| 라트비아의 유로 주화    | 라트비아의 소형 국장 (2014년 ~ 현재)                          |
| 룩셈부르크의 유로 주화  | 앙리 대공의 초상화 (2002년 ~ 현재)                            |
| 리투아니아의 유로 주화  | 리투아니아의 국장 (2015년 ~ 현재)                             |
| 모나코의 유로 주화      | 모나코의 국장 (2002년 ~ 현재)                                 |
| 몰타의 유로 주화        | 므나이드라 사원 (2008년 ~ 현재)                               |
| 바티칸 시국의 유로 주화 | 교황 요한 바오로 2세의 초상화 (2002년 ~ 2005년)               |
| 바티칸 시국의 유로 주화 | 교황청 회계국의 문장과 교황 궁무처장의 문장 (2005년 ~ 2006년) |
| 바티칸 시국의 유로 주화 | 교황 베네딕토 16세의 초상화 (2006년 ~ 2013년)                 |
| 바티칸 시국의 유로 주화 | 교황 프란치스코의 초상화 (2014년 ~ 2016년)                    |
| 바티칸 시국의 유로 주화 | 교황 프란치스코의 문장 (2017년 ~ 2025년)                      |
| 바티칸 시국의 유로 주화 | 교황 레오 14세와 관련된 디자인 (2026년(예상) ~ )              |
| 벨기에의 유로 주화      | 알베르 2세 국왕의 초상화와 모노그램 (2002년 ~ 2013년)         |
| 벨기에의 유로 주화      | 필리프 국왕의 초상화와 모노그램 (2014년 ~ 현재)               |
| 불가리아의 유로 주화    | 마다라 기사상 (2026년(예정) ~ 현재)                           |
| 산마리노의 유로 주화    | 자유의 여신상 (2002년 ~ 2016년)                               |
| 산마리노의 유로 주화    | 산 프란체스코 문 (2017년 ~ 현재)                              |
| 스페인의 유로 주화      | 산티아고데콤포스텔라 대성당 (2002년 ~ 현재)                   |
| 슬로바키아의 유로 주화  | 타트리산맥의 크리반봉 (2009년 ~ 현재)                         |
| 슬로베니아의 유로 주화  | 카란타니아 공작의 왕자석 (2007년 ~ 현재)                      |
| 아일랜드의 유로 주화    | 하프 (2002년 ~ 현재)                                          |
| 안도라의 유로 주화      | 피레네산양 (2015년 ~ 현재)                                    |
| 에스토니아의 유로 주화  | 에스토니아 지도 (2011년 ~ 현재)                               |
| 오스트리아의 유로 주화  | 에델바이스 (2002년 ~ 현재)                                    |
| 이탈리아의 유로 주화    | 토리노의 몰레 안토넬리아나 (2002년 ~ 현재)                    |
| 크로아티아의 유로 주화  | 글라골 문자로 쓴 "HR" (2023년 ~ 현재)                         |
| 키프로스의 유로 주화    | 무플런 (2008년 ~ 현재)                                        |
| 포르투갈의 유로 주화    | 1134년에 사용된 포르투갈의 왕실 직인 (2002년 ~ 현재)          |
| 프랑스의 유로 주화      | 마리안 (2002년 ~ 현재)                                        |
| 핀란드의 유로 주화      | 핀란드의 국장 (2002년 ~ 현재)                                 |

## 사용
1유로센트, 2유로센트 주화는 처음에 소매상들이 가격을 크게 올리기 위한 구실로 이용되지 않도록 하기 위해 도입되었다. 그러나 액면 가치가 낮은 주화의 유통을 상업용과 화폐 수집용으로 나눠서 유지하는 비용 때문에 벨기에, 핀란드, 아일랜드, 이탈리아, 네덜란드에서는 현금으로 지불하면 가장 가까운 5유로센트(스웨덴 반올림)로 반올림하는 한편 일반 유통이 아닌 수집가들을 위한 주화 몇 개만 생산하고 있다. 그럼에도 불구하고 이들 주화는 여전히 법정 통화 지위를 갖고 있고 이들 국가 밖에서 생산되기 때문에 다른 곳에서 2유로센트 주화를 발견한 소비자들이 이들 주화로 지불하기를 원한다면 소매상들은 이들 주화로 지불하기를 원할 수도 있다.